# Dasiops floridensis
Dasiops floridensis är en tvåvingeart som beskrevs av Mcalpine 1964. Dasiops floridensis ingår i släktet Dasiops och familjen stjärtflugor.
Artens utbredningsområde är Florida. Inga underarter finns listade i Catalogue of Life.